# Hervormde Kerk (Benningbroek)
De Hervormde Kerk (ook wel Witte Kerkje) is een kerk gelegen aan de Kerkelaan 10 in het Noord-Hollandse Benningbroek. Het is een eenbeukige dorpskerkje met een dakruitertje boven de westgevel. 
De kerk is gebouwd in 1548 en gewijd aan Sint Petrus. 

## Geschiedenis
In de 18e eeuw is het koor gesloopt. In de 19e eeuw werden diverse herstelwerkzaamheden uitgevoerd. Zo werd in 1880-1881 een consistoriekamer aan de oostzijde van de kerk gebouwd. De klokkenstoel bevat een klok gemaakt door Geert van Wou in 1525. Het mechanisch torenuurwerk van Adriaan Vos dateert uit 1867 en is buiten gebruik gesteld. 
Sinds 1972 zijn zowel de toren als de kerk opgenomen als rijksmonument op de monumentenlijst. 

## Interieur
In de kerk bevinden zich een preekstoel (1661), koperen predikantslezenaar (1724), houten voorzangerslezenaar (1661) en een grafzerk (1628). Het tweeklaviers orgel is in 1908 gemaakt door L. van Dam en Zonen uit Leeuwarden. Omstreeks 1930 is het orgel uitgebreid met enkele registers en de dispositie gewijzigd. Het orgel is in 2008 reviseerd en in 2017 gerestaureerd door Flentrop Orgelbouw uit Zaandam. Het orgel werd daarbij weer in oorspronkelijke staat gebracht.

## Foto's

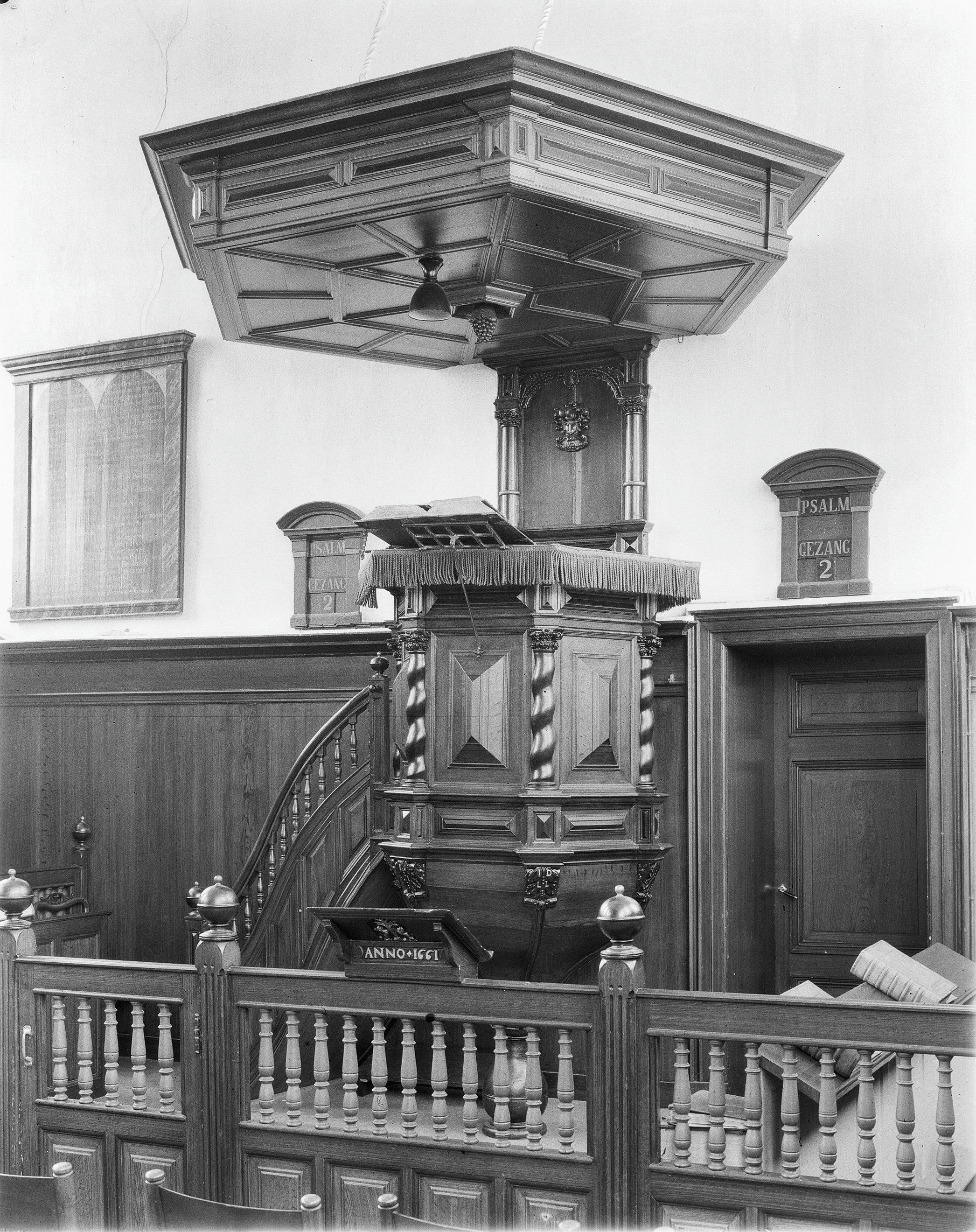
Preekstoel uit 1661
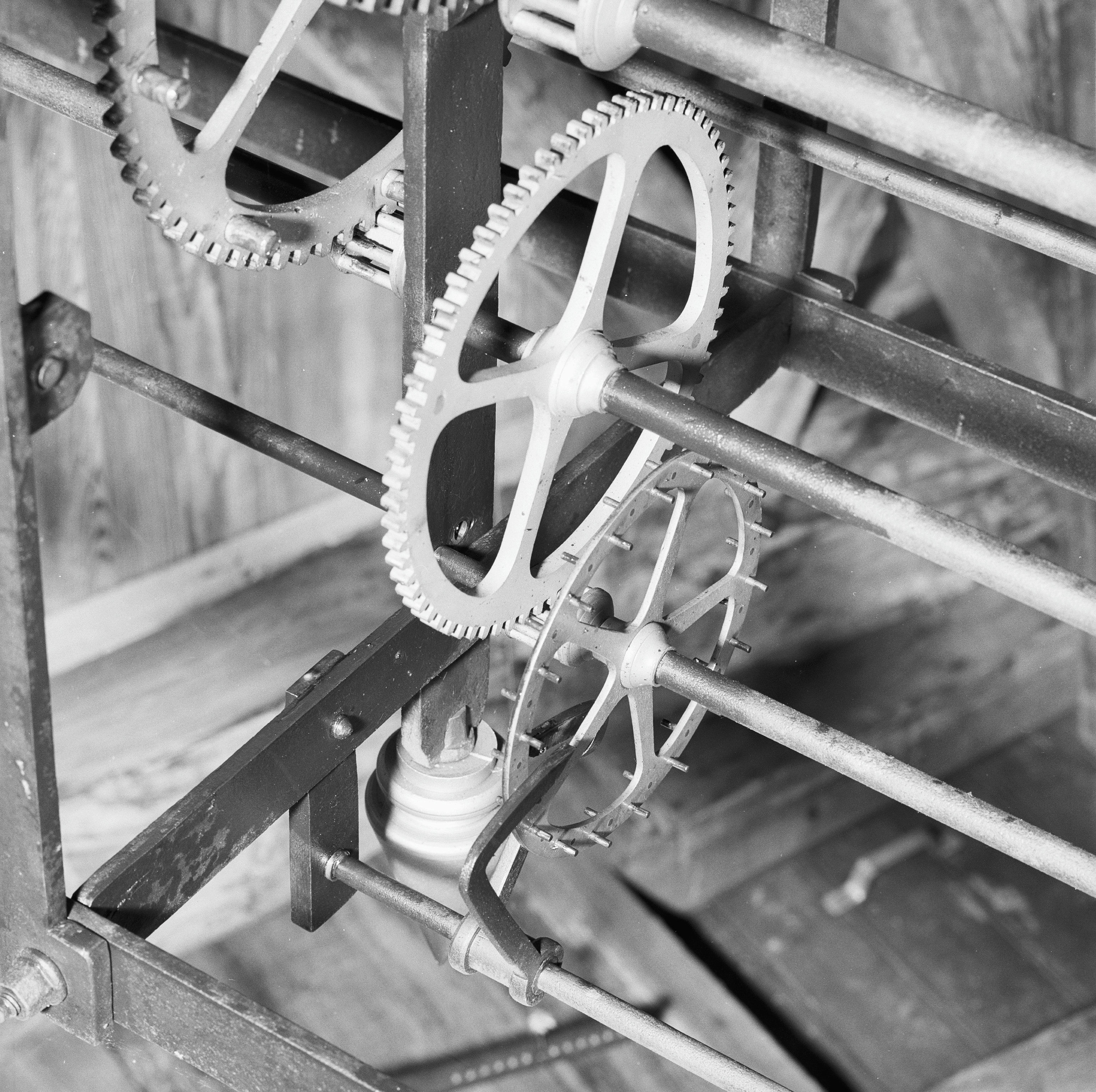
Torenuurwerk van Adriaan Vos uit Nuenen van 1867